# Semjon Dezjnjov

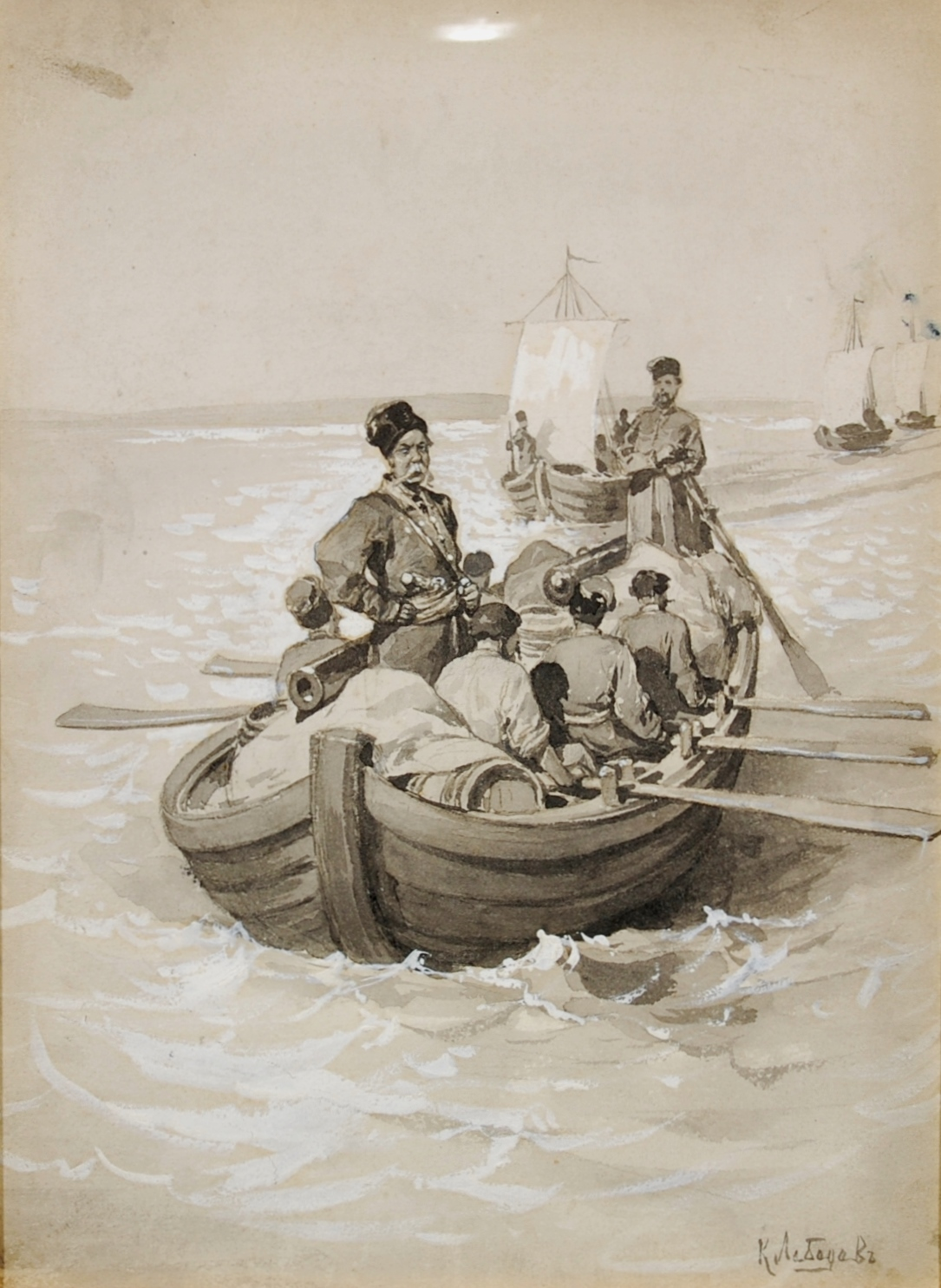
expeditie van Semjon Deznjov (Klavdi Vasiljevitsj Lebedev)

Semjon Ivanovitsj Dezjnjov (Russisch: Семён Иванович Дежнёв, Semjon Ivanovitsj Dezjnjov, voornaam soms ook geschreven als Semen, Semeon of Semjen, middelnaam soms ook geschreven als Ivanov) (Veliki Oestjoeg, ± 1605 - Moskou, 1673) was een Siberische Kozak en ontdekkingsreiziger (zemleprochodets), die samen met Fjodor Popov in 1648 een expeditie leidde door de Noordelijke IJszee via het noordoostelijkste punt van het Eurazische continent, het Tsjoektsjenschiereiland, naar de Beringstraat en daarmee als eerste westerling ontdekte dat Azië niet verbonden is met Amerika.

## Jasak-inning in Oost-Siberië
Dezjnjov werd geboren in het begin van de 17e eeuw in de Noord-Russische stad Veliki Oestjoeg (nu in de oblast Vologda). Zoals veel andere gelukzoekers trok hij naar Siberië en diende achtereenvolgens in Tobolsk en Jenisejsk. Hij raakte bekend door zijn ervaring en dapperheid bij het onderwerpen van de Jakoeten van 1636 tot 1646. Vanaf 1638 was hij gestationeerd in de ostrog Jakoetsk, dat in een gebied lag dat nog werd beheerst door nog niet onderworpen stammen van de "inorodtsy", zoals de niet-Slavische volkeren in Siberië toen werden genoemd door de Russen. Zijn gevechten met de lokale stammen zorgden ervoor dat hij 9 keer gewond raakte in 20 jaar tijd. Van 1639 tot 1640 wist hij de lokale Jakoetische heersers te onderwerpen aan de heerschappij van de Russische tsaren en hen de jasak op te leggen. In 1641 inde hij met een groepje van 15 man de jasak aan de rivier de Jana en wist deze succesvol naar Jakoetsk te brengen, ondanks een veldslag onderweg met een groep van meer dan 40 man (opgemerkt moet worden dat de kozakken over veel modernere wapens beschikten, waardoor de lokale bevolking geen partij vormde tegen hen). In 1642 werd hij samen met Michail Stadoechin uitgestuurd om jasak te innen langs de Ojemokonrivier (nu Ojmjakon genoemd), vanwaar hij verder trok naar de Indigirka en uiteindelijk de Noordelijke IJszee. Hier ontmoetten Stadoechin en Dezjnjov Michailov. Na 3 jaar dienst trokken Stadoechin en Michailov met de verzamelde jasak en met de helft van de mannen naar Jakoetsk, terwijl Dezjnjov zich met een klein garnizoen terugtrok in een zwakke ostrog aan de Kolyma. Hij wist daarop een aanval van meer dan 500 Joekagieren af te slaan.

## Expeditie naar de Anadyr
Isaï Ignatjev had ondertussen de eerste tocht gemaakt met kotsjen (Pomoorse zeilschepen) over de Noordelijke IJszee ten oosten van de Kolyma en was veilig teruggekeerd. In 1647 werd Dezjnjov daarop benaderd door een mede Noord-Rus uit het dorpje Cholmogory; Fjodor Popov, om deel te nemen aan een expeditie vanuit de Nizjnekolyma (Beneden-Kolyma) overzee met zeilschepen in oostelijke richting vanaf de monding van de Kolyma op zoek naar "walrustanden en visbotten" (walrusslagtanden en "walvisbotten" of balein). De eindbestemming van de reis zou aanvankelijk de rivier de Anadyr moeten zijn, maar de ijsgesteldheid op zee dwong de expeditieleden om hun missie af te blazen. Dezjnjov liet zich hier niet door weerhouden en probeerde het opnieuw in het daaropvolgende jaar.

## Tweede expeditie naar de Anadyr: de ontdekking van de Beringstraat
In 1648 leidden Dezjnjov, Popov en Fedot Aleksejev een groep van 90 tot 105 man in zeven kleine Arctisch zeewaardige kotsjen naar de Anadyrrivier. Het kostte hen 10 weken varen om het estuarium van de Anadyr te bereiken. De deelname van Dezjnjov hieraan is niet beschreven, in tegenstelling tot die van Aleksejev. Vanaf het estuarium trok Dezjnjov de rivier op en stichtte aan de noordkust ervan de ostrog Anadyrsk (nu de stad Anadyr).
Hetzelfde jaar zeilde Dezjnjov langs de oostelijkste noordkust van Azië en ontdekte, nadat hij bijna al zijn schepen was kwijtgeraakt, wat toen de Straat van Anián werd genoemd tussen het Aziatische Tsjoektsjenschiereiland en het Amerikaanse Alaska, waarmee hij aantoonde dat Eurazië en Amerika niet verbonden zijn met elkaar (de vroegere verbintenis wordt de Beringlandbrug of Beringië genoemd). Hij volgde de kustlijn en omzeilde het Tsjoektsjenschiereiland. In zijn verslagen beschreef Dezjnjov dit legendarische "Tabin-Kaap", waarvan het bestaan werd vermoed door geografen uit de klassieke oudheid. Ook beschreef Dezjnjov twee eilanden van de Tsjoektsjen ("Ostrova zoebatych"), die nu bekendstaan als de Diomedeseilanden, bestaande uit Ratmanoveiland en Kroezensjterneiland (nu het VS-eiland Kleine Diomedes), gelegen tussen het Tsjoektsjenschiereiland en Alaska in het midden van wat nu bekendstaat als de Beringstraat. Hij verzamelde etnologische gegevens over de Tsjoektsjen ("zoebatieje"), die hun onderlip versierden met stukjes van walrusslagtanden, stenen of botten. De aankomsthaven van de expeditie van Dezjnjov is onbekend. Pas in 1736 raakte de prestatie van Dezjnjov bekend. 80 jaar later zeilde Vitus Bering als tweede Europeaan naar de Beringstraat, maar deze bezocht alleen het zuidelijke deel ervan.

## Reis naar Moskou en laatste levensjaren
In 1670 vertrouwde de gouverneur van Jakoetsk, prins Borjatinski, Dezjnjov een missie naar Moskou toe. Dezjnjov moest daar de "sabelbelasting" afdragen en een aantal officiële documenten. Het kostte Dezjnjov een jaar en 5 maanden om deze opdracht te voltooien. Toen hij over de 60 jaar oud was, zorgden de wonden die hij had opgelopen tijdens zijn dienst aan de grenzen van Rusland en het harde werk voor een neergang van zijn gezondheid. Na een zware ziekteperiode stierf Dezjnjov in 1673 in Moskou.

## Nalatenschap
De rapporten over de resultaten van de expeditie lagen al meer dan twee eeuwen opgeslagen in de overheidsarchieven, alvorens hij -na een petitie van het Russisch Geografisch Genootschap- werd geëerd voor zijn prestaties in de vorm van de vernoeming naar hem van de meest oostelijke punt van Eurazië: Kaap Dezjnjov. Later werd ook een krater op de planeet Mars naar hem vernoemd.
Er is een mogelijkheid dat een deel van Dezjnjovs expeditie het Amerikaanse vasteland zou hebben bezocht door het bereiken van Alaska en daar een nederzetting zou hebben gesticht. Dit zou echter ook het werk kunnen geweest zijn van latere Russische expedities.